# Nguyễn Song Phi
Nguyễn Song Phi  là một sĩ quan cấp cao của Quân đội nhân dân Việt Nam, hàm Trung tướng. Ông nguyên là Phó Tổng Tham mưu trưởng (2008 - 2011)

## Thân thế và Sự nghiệp
- Ông sinh năm 1952, quê quán xã Quảng Tân, huyện Quảng Trạch (nay là thị xã Ba Đồn), tỉnh Quảng Bình.
- Trước năm 2004, Phó Tư lệnh Quân khu 4.
- Năm 2004-2007, Cục trưởng Cục Quân lực, Bộ Tổng Tham mưu.
- Năm 2008-2011, Phó Tổng Tham mưu trưởng.
- Năm 2012, ông nghỉ hưu.
- Hiện ông đang giữ chức Phó Chủ tịch Hội Cựu chiến binh Việt Nam.
- Tháng 9/2017: Ông được bầu làm ủy viên Ủy ban An toàn giao thông Quốc gia (Việt Nam)
- Thiếu tướng (2002), Trung tướng (2007).